# Brindisi katedrális
A brindisii katedrális (Cattedrale di Brindisi), más néven Vizitáció és Keresztelő Szent-János-bazilika (basilica della Visitazione e San Giovanni Battista) 1089 és 1143 között épület Brindisiben.

## Története
A templomot 1089-ben kezdték építeni, a leendő épületet II. Orbán pápa áldotta meg. A román stílusú templom alaprajza nagy hasonlóságokat mutat a Bariban található Szent Miklós-temploméhoz. 1743-ban súlyosan megsérült a földrengésben, ezért szinte teljesen újjáépítették. A katedrálisban fennmaradt az 1178-ból származó mozaik és az 1594-ben átadott, fából faragott kórus. A sekrestyében és az oltárokon számos értékes festmény látható. A kápolnát asmasyai Szent Teodor és Szent Lőrinc ereklyéinek szentelték. A háromhajós katedrális mellett álló barokk harangtornyot 1795-ben fejezték be. A templom másik oldala a püspöki palotához és a szeminárium épületéhez támaszkodik, amelyet 1720-ban, a lerombolt Szent Leucius-templom köveiből emeltek. Az 1920-as években timpanonnal egészítették ki a homlokzatot, 1957-ben szentek szobrai kerültek a helyére.